# Денисон, Уильям
Уильям Томас Денисон (англ. William Thomas Denison; 3 мая 1804, Лондон, Англия — 19 января 1871, Ист-Шин, Суррей, Англия) — британский колониальный администратор, 7-й лейтенант-губернатор Земли Ван-Димена (1847—1855, нынешней Тасмании), 11-й губернатор Нового Южного Уэльса (1855—1861) и 27-й губернатор Мадраса (1861—1866).

## Биография
Уильям Томас Денисон родился 3 мая 1804 года в Лондоне в семье Джона Денисона (John Denison) и его второй жены Шарлотты Денисон, урождённой Эствик (Charlotte Denison, née Estwick). Он обучался в Итонском колледже, а затем в Королевском военном училище в Сандхерсте и, окончив его, в 1826 году стал лейтенантом Королевского инженерного корпуса.
После этого Денисон работал в Канаде на строительстве канала Ридо, а в 1832 году возвратился в Англию. В 1838 году он женился на Кэролайн Горнби (Caroline Hornby).
В апреле 1846 года Денисону было предложено занять должность лейтенант-губернатора Земли Ван-Димена (так тогда называлась Тасмания), и он прибыл в Хобарт и вступил в должность 25 января 1847 года. Он проработал лейтенант-губернатором Земли Ван-Димена в течение восьми лет, до января 1855 года.
В сентябре 1854 года Денисон принял новое назначение — занять пост губернатора Нового Южного Уэльса. Он покинул Хобарт и прибыл в Сидней 13 января 1855 года. Он был губернатором Нового Южного Уэльса в течение шести лет, до января 1861 года.
В 1861 году Денисон был назначен губернатором Мадрасского президентства. Он прибыл в Мадрас в феврале 1861 года. Он пробыл губернатором до 1866 года, а в течение шести недель (в декабре 1863 — январе 1864 года) даже исполнял обязанности вице-короля Индии.